# Morti nel 1575
| Questa pagina contiene informazioni ricavate automaticamente dalle voci biografiche con l'ausilio del template Bio e di un bot. L'aggiornamento è periodico e automatico e ricostruisce completamente la pagina. Se manca una persona in questa lista, sei pregato di non aggiungerla, ma accertati piuttosto che la sua voce biografica contenga il template Bio e che i dati anagrafici siano correttamente compilati. Se il template Bio manca, inseriscilo tu stesso o, in alternativa, metti l'avviso {{tmp\|Bio}} che ne segnala la mancanza. Se i dati riportati sono sbagliati, correggi direttamente la voce biografica; le modifiche saranno visibili in questa lista entro pochi giorni. Per chiarimenti vedi il progetto biografie. La lista contiene solo le 105 persone che sono citate nell'enciclopedia e per le quali è stato implementato correttamente il template Bio. Pagina aggiornata al 26 giu 2025. |

## Gennaio(3)
- 4 gennaio - Sidonia di Sassonia, principessa (n. 1518)
- 11 gennaio - Gianpaolo della Chiesa, avvocato, politico e cardinale italiano (n. 1521)
- 22 gennaio - James Hamilton, nobile scozzese (n. 1516)

## Febbraio(3)
- 12 febbraio - Insun di Joseon, regina coreana (n. 1532)
- 15 febbraio - Cesare I Gonzaga, nobile italiano (n. 1536)
- 21 febbraio - Claudia di Valois, principessa francese (n. 1547)

## Marzo(4)
- 15 marzo - Annibale Padovano, compositore e organista italiano (n. 1527)
- 18 marzo - Marcantonio Bobba, cardinale e vescovo cattolico italiano
- 25 marzo - Joseph ben Ephraim Karo, rabbino, filosofo e giurista spagnolo (n. 1488)
- 30 marzo - Eva Cristina di Württemberg-Mömpelgard, nobile tedesca (n. 1558)

## Aprile(3)
- 10 aprile - Anna Bijns, poetessa fiamminga (n. 1493)
- 13 aprile - Giulio Claro, giurista italiano (n. 1525)
- 15 aprile - Volrado II di Waldeck, nobile tedesco (n. 1509)

## Maggio(3)
- 11 maggio - Mattia Flacio Illirico, teologo tedesco (n. 1520)
- 17 maggio - Matthew Parker, arcivescovo anglicano e teologo inglese (n. 1504)
- 28 maggio - Sofia Jagellona, principessa polacca (n. 1522)

## Giugno(9)
- 3 giugno - Francisco de Ibarra, esploratore spagnolo
- 12 giugno - Renata di Francia, principessa francese (n. 1510)
- 19 giugno - Bernardino Cirillo, scrittore, storico e religioso italiano (n. 1500)
- 23 giugno - Hara Masatane, militare giapponese (n. 1531)
- 29 giugno - Baba Nobuharu, militare giapponese
- 29 giugno - Naitō Masatoyo, militare giapponese (n. 1522)
- 29 giugno - Saegusa Moritomo, militare giapponese (n. 1537)
- 29 giugno - Sanada Nobutsuna, militare giapponese (n. 1537)
- 29 giugno - Yamagata Masakage, generale giapponese (n. 1524)

## Luglio(6)
- 1º luglio - Chiappino Vitelli, condottiero e cavaliere italiano (n. 1519)
- 9 luglio - Tsuchiya Masatsugu, militare giapponese (n. 1544)
- 14 luglio - Johann Jakob Fugger, banchiere e mecenate tedesco (n. 1516)
- 14 luglio - Richard Taverner, teologo inglese (n. 1505)
- 14 luglio - Costantino di Braganza, nobile (n. 1528)
- 22 luglio - Francesco Maurolico, matematico, astronomo e storico italiano (n. 1494)

## Agosto(9)
- 2 agosto - Ercole Contrari, nobile italiano
- 2 agosto - Cristoforo II di Baden-Rodemachern, nobile tedesco (n. 1537)
- 9 agosto - Giulio Contarini, vescovo cattolico italiano (n. 1519)
- 14 agosto - Diego Hurtado de Mendoza y Pacheco, poeta, umanista e diplomatico spagnolo (n. 1503)
- 16 agosto - Beatrice Roverella, nobildonna italiana (n. 1510)
- 22 agosto - Cristoforo Fabretti, funzionario e criminale italiano
- 22 agosto - Paolo Juusten, vescovo luterano finlandese
- 23 agosto - Ebussuud Efendi, giurista ottomano (n. 1490)
- 27 agosto - Fulvio Androzio, scrittore e gesuita italiano (n. 1523)

## Settembre(5)
- 5 settembre - Federico Commandino, matematico, umanista e tipografo italiano (n. 1509)
- 11 settembre - Giovanna d'Aragona, duchessa (n. 1502)
- 17 settembre - Heinrich Bullinger, teologo svizzero (n. 1504)
- 24 settembre - Anna di Oldenburg, nobile (n. 1501)
- 25 settembre - Asakura Kagetake, militare giapponese (n. 1536)

## Ottobre(6)
- 17 ottobre - Gaspar Cervantes de Gaete, cardinale e arcivescovo cattolico spagnolo (n. 1511)
- 20 ottobre - Cornelis Floris de Vriendt, architetto fiammingo (n. 1514)
- 21 ottobre - Sforza Sforza di Santa Fiora, nobile e militare italiano (n. 1520)
- 24 ottobre - Peder Oxe, politico danese (n. 1520)
- 31 ottobre - Matteo Bruni, giurista italiano (n. 1503)
- 31 ottobre - Louis de Béranger du Guast, francese (n. 1540)

## Novembre(7)
- 2 novembre - Sabina di Brandeburgo-Ansbach, nobile tedesca (n. 1529)
- 4 novembre - Giovan Battista Pigna, umanista e letterato italiano (n. 1529)
- 8 novembre - Corneille de Lyon, pittore olandese
- 18 novembre - Johannes Aurifaber, teologo tedesco
- 22 novembre - Pietro Giacomo Borbone, arcivescovo cattolico italiano (n. 1540)
- 24 novembre - Polo de Ondegardo, giurista, storico e funzionario spagnolo
- 27 novembre - Peter Carew, avventuriero, militare e politico britannico (n. 1514)

## Dicembre(4)
- 18 dicembre - Marcin Bielski, scrittore, storico e drammaturgo polacco (n. 1495)
- 23 dicembre - Akiyama Nobutomo, militare giapponese (n. 1531)
- 29 dicembre - Giovan Battista Mantovano, pittore e incisore italiano (n. 1503)
- 31 dicembre - Pierino Belli, giurista italiano (n. 1502)

## Senza giorno specificato(43)
- Pietro Paolo Abbati il Vecchio, pittore italiano
- Pieter Aertsen, pittore olandese
- Diogo Andrada de Paiva, teologo portoghese (n. 1528)
- Andrea Badoer, politico e diplomatico italiano (n. 1515)
- Francesco Beltramini, vescovo cattolico italiano (n. 1522)
- Antonio Bendinelli, umanista italiano
- Joachim Beuckelaer, pittore fiammingo (n. 1530)
- Giovanni Bolognetti, giurista italiano (n. 1506)
- Giuseppe Bottone, scultore italiano (n. 1539)
- Alvise Bragadin, editore e tipografo italiano
- Federico Brandani, scultore italiano (n. 1520)
- Willem Canter, filologo classico olandese (n. 1542)
- Angiolo Cenni, poeta italiano
- Juan de la Cerda, nobile spagnolo (n. 1514)
- Diego de los Cobos y Mendoza, nobile e politico spagnolo (n. 1524)
- Quinto Mario Corrado, umanista italiano (n. 1508)
- Giovanni Andrea Dalla Croce, chirurgo, medico e anatomista italiano (n. 1515)
- Dono Doni, pittore italiano
- Eleonora d'Este, nobildonna italiana (n. 1515)
- Ottavio Gentile Oderico, doge (n. 1499)
- Fermo Ghisoni da Caravaggio, pittore italiano (n. 1505)
- Alonso de Góngora Marmolejo, storico spagnolo (n. 1523)
- David Imperiali, ammiraglio italiano (n. 1542)
- Kakizaki Kageie, militare giapponese
- Maestro dei dodici apostoli, pittore italiano (n. 1520)
- Jan Matsys, pittore fiammingo
- Tomás de Mercado, teologo e economista spagnolo (n. 1530)
- Juan Ortiz de Zárate, esploratore spagnolo
- Giambattista Palatino, letterato e calligrafo italiano (n. 1515)
- Andrés Ponce de León y de las Infantas, militare e diplomatico spagnolo
- Giuseppe Porta, pittore italiano (n. 1520)
- Camillo Renato, francescano italiano (n. 1500)
- Richard Lee, ingegnere militare inglese (n. 1513)
- Enrico I di Rohan, nobile francese (n. 1535)
- Takeda Nobuzane, militare giapponese
- Torii Suneemon, militare giapponese (n. 1540)
- Giovanni Tristano, architetto e gesuita italiano (n. 1515)
- Andrés de Vandelvira, architetto e ingegnere spagnolo (n. 1509)
- Costanzo Varolio, anatomista italiano (n. 1543)
- Costanza d'Avalos Piccolomini, nobile spagnola
- Domenico da Venezia, ceramista italiano
- Pietro de Luna, nobile, politico e militare italiano
- Diego de Trujillo, militare spagnolo (n. 1505)